# Klokan pralesní
Klokan pralesní (Dendrolagus bennettianus) je statný stromový klokan, který se vyskytuje pouze na velmi malém území Austrálie na jihovýchodě Yorského poloostrova (Queensland).

## Systematika
Druh popsal anglický přírodovědec Charles Walter De Vis v roce 1887. Typová lokalita druhu je řeka Daintree. De Vis druh popsal pouze velmi váhavě, protože klokaní kůže, která se k němu dostala, byla ve velmi špatném stavu a De Vis si nebyl zcela jist, že se jedná o nový druh. De Vis druhu přiřadil druhové jméno bennettianus k uctění anglicko-australského přírodovědce George Bennetta (1804–1893). V roce 1893 De Vis dostal příležitost prozkoumat živé klokany pralesní v okrese Bloomfield River, na základě čehož potvrdil, že se skutečně jedná o nový druh.

## Popis

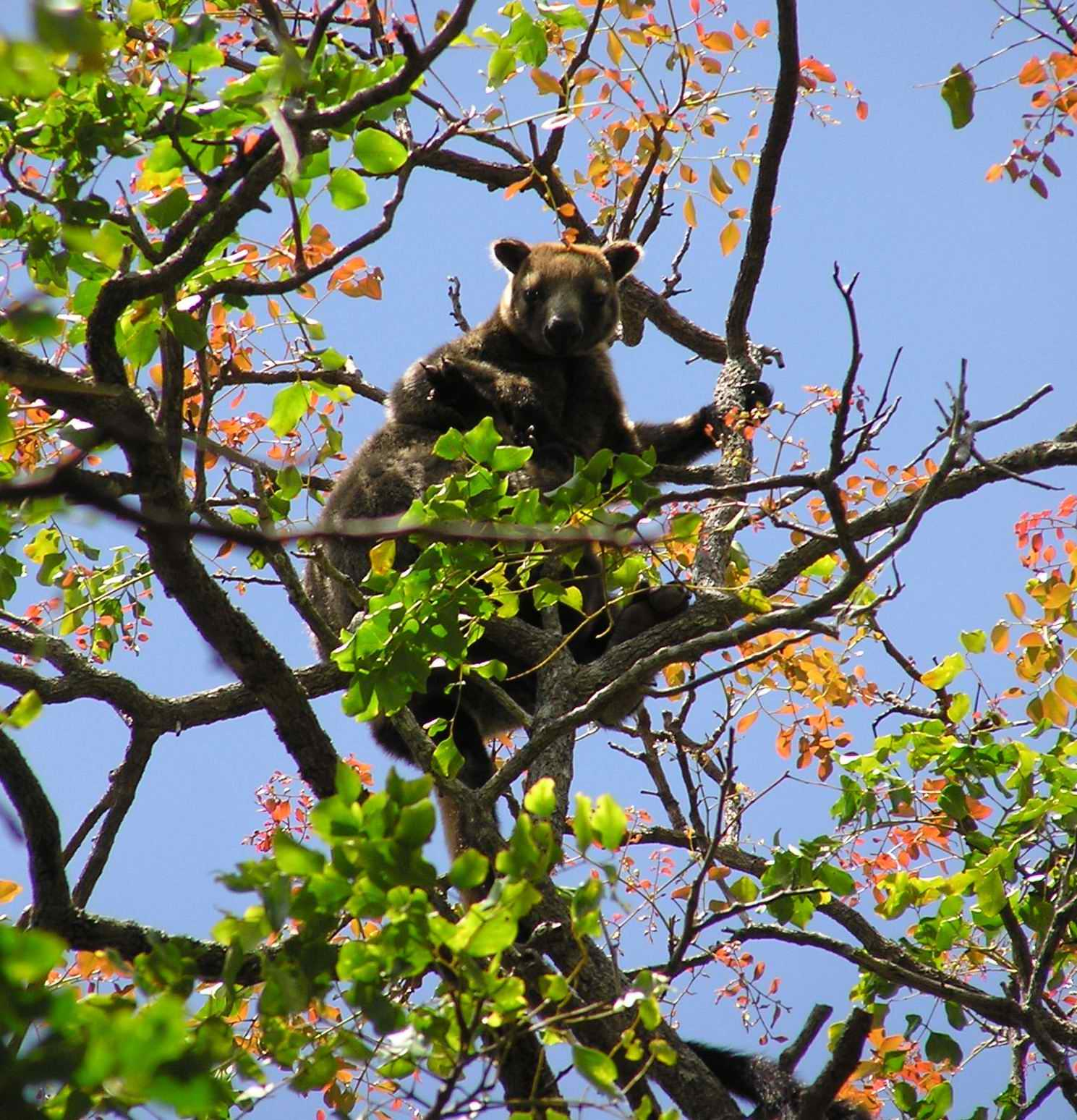
Samice s mládětem

Jedná se o statný druh klokana s podsaditým tělem. Dosahuje výšky 70–75 cm a délky ocasu kolem 73–83 cm. Váha se pohybuje mezi 8–13,5 kg. Samice jsou o něco menší než samci a v průměru váží o cca 3 kg méně. Tyto rozměry z klokana pralesního činí největšího stromového savce tropických deštných lesů Austrálie.
Srst je převážně šedohnědá nebo žlutohnědá, avšak na korunce, krku a ramenech je červenohnědá, končetiny jsou černé a hlava je šedá s nažloutlým čumákem. Ocas je černý, avšak střední část svrchní ocasní plochy je světle šedá až žlutohnědá. Uši jsou malé a zakulacené. Horní končetiny jsou hrubé a svalnaté se silnými zahnutými drápy. Prsty na krátkých nohách jsou rovněž vybaveny silnými zahnutými drápy, přičemž druhý a třetí prst jsou u báze spojeny a vybaveny kratšími drápy, které připomínají spíše jeden zdvojený dráp.

## Výskyt
Klokan pralesní obývá tropické deštné pralesy s dostatkem popínavých rostlin na jihovýchodě Yorského poloostrova (severovýchodní Queensland). Jižní hranice jeho areálu výskytu představuje řeka Daintree, severní hranice hora Amos (tato vzdálenost je 75 km), na východně to je oceánské pobřeží a na západě plošiny Mount Windsor (kolem 50 km). V některých oblastech dosahuje početnosti až kolem 1 klokana na 3–4 hektary. Obývá nížiny i kopcovité oblasti do nadmořské výšky 1400 m n. m.

## Biologie

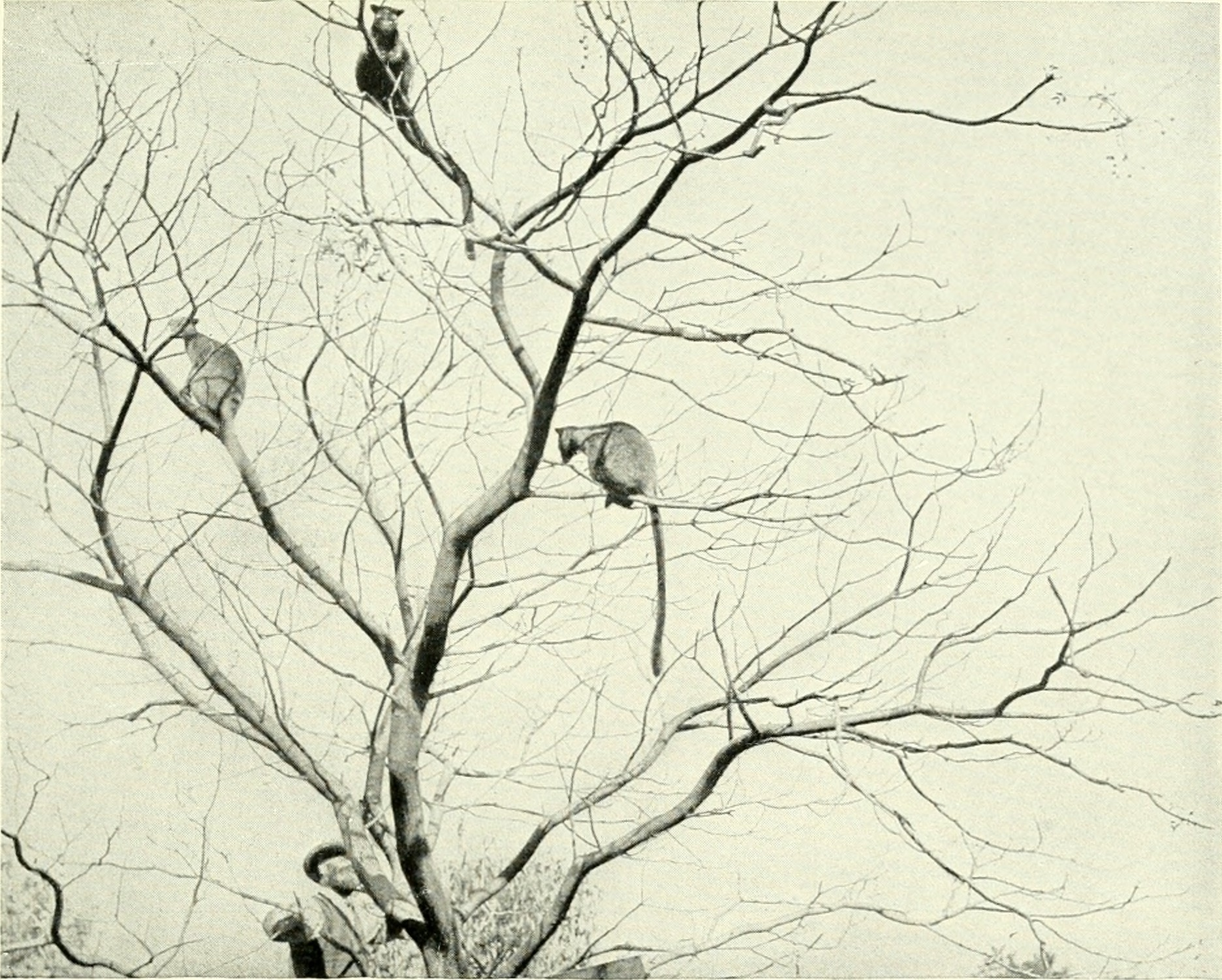
Historická fotografie z roku 1911 zachycující několik klokanů pralesních na stromě

Jedná se o noční druh klokana, který tráví většinu času v korunách stromů. Zatímco přes den hřaduje ve stromoví, v noci prochází koruny stromů s pomocí silných končetin. Dokáže přeskakovat ze stromu na strom a v případě potřeby seskočit na zem nejméně ze 2 metrů. Může se pohybovat jak skákáním, tak chůzí. Tento skrytě žijící klokan žije solitérně, maximálně formuje menší rodinné skupinky o několika členech (samec, samice a mládě). Živí se převážně listy, mj. stromů Ganophyllum, Aidia, Schefflera, popínavých rostlin Pisonia nebo parožnatkových kapradin (Platycerium) a v době dostupnosti i ovocem (bělasy (Chionanthus)), Oleas, místní fíky.
Klokan pralesní patří k několika známým vačnatcům, kteří aktivně brání svá teritoria. U samců může docházet k urputným bojům, o čemž svědčí četné jizvy nebo chybějící uši. Teritoria se pohybují od několika do 25 hektarů a typicky se částečně překrývají.
Samice rodí jen jedno mládě, které zůstává ve vaku 9 měsíců, avšak v blízkosti matky se zdržuje kolem 2 let. K zaznamenaným predátorům patří dingo a krajta ametystová, která způsobuje vysokou úmrtnost nedospělých jedinců v nížinatých biotopech.

## Ohrožení
Mezinárodní svaz ochrany přírody druh hodnotí jako téměř ohrožený, jelikož klokan pralesní se vyskytuje v kapsovitých populacích (snad kolem 10) v geograficky omezené oblasti. Zatímco populace z kopcovitějších pralesů jsou stabilní a relativně v bezpečí, u populací z nížinatých oblastí dochází k rušení následkem výstavby, ohrožuje je i fragmentace krajiny a psi. Hlavně v minulosti byl klokan loven Aboriginci.